# IHL All-Star Team

Logo der International Hockey League

Das IHL All-Star Team waren zwei Zusammenstellungen der besten Spieler auf ihrer jeweiligen Position der nordamerikanischen Eishockeyliga International Hockey League (IHL), die von der Saison 1948/49 an bis zur Auflösung der Liga am Ende der Spielzeit 2000/01 jährlich nach der regulären Saison benannt wurden. Dabei wurde zwischen dem First All-Star Team und dem Second All-Star Team unterschieden.
Beide Teams bestanden in der Regel jeweils aus einem Torwart, zwei Verteidigern und drei Stürmern. Die Sturmreihe ist in jeweils einen Mittelstürmer sowie einen linken und rechten Flügelstürmer unterteilt.
Die meisten Nominierungen für beide All-Star-Teams erhielt der kanadische Torwart Glenn Ramsay, der sich zwischen 1957 und 1973 insgesamt elfmal in einem der beiden Teams wiederfand. Davon entfielen insgesamt neun Nominierungen auf das First All-Star Team, womit er in diesem Team mit Abstand am Öftesten stand. Die meisten Nominierungen für das Second All-Star Team erhielt der kanadische Verteidiger John Gravel.

## First All-Star Team
| Saison  | Saison   | Torhüter                | Verteidiger      | Verteidiger                | Linker Flügel                 | Center                      | Rechter Flügel         |
| ------- | -------- | ----------------------- | ---------------- | -------------------------- | ----------------------------- | --------------------------- | ---------------------- |
| 2000/01 | 2000/01  | Norm Maracle            | Curtis Murphy    | Brett Hauer                | Derek King                    | Steve Larouche              | Niklas Andersson       |
| 1999/00 | 1999/00  | Frédéric Chabot         | Mike Crowley     | Brett Hauer                | Steve Maltais                 | Jarrod Skalde               | David Ling             |
| 1998/99 | 1998/99  | Patrick Lalime          | Greg Hawgood     | Brett Hauer                | Steve Maltais                 | Brian Wiseman               | Scott Thomas           |
| 1997/98 | 1997/98  | Bruce Racine            | Greg Hawgood     | Dan Lambert                | Gilbert Dionne                | Brian Wiseman               | Patrice Lefebvre       |
| 1996/97 | 1996/97  | Frédéric Chabot         | Brad Shaw        | Brad Werenka               | Michel Picard                 | Steve Larouche              | Rob Brown              |
| 1995/96 | 1995/96  | Stéphane Beauregard     | Greg Hawgood     | Todd Richards              | Craig Fisher                  | Todd Simon                  | Rob Brown              |
| 1994/95 | 1994/95  | Tommy Salo              | Chris Snell      | Todd Richards              | Steve Maltais                 | Stéphane Morin              | Stan Drulia            |
| 1993/94 | 1993/94  | Geoff Sarjeant          | Pat MacLeod      | Jean-Marc Richard          | Ken Quinney                   | Rob Brown                   | Stan Drulia            |
| 1992/93 | 1992/93  | Rick Knickle            | Shawn Evans      | Bill Houlder               | Brad Lauer                    | Tony Hrkac                  | Daniel Shank           |
| 1991/92 | 1991/92  | Artūrs Irbe             | Gord Dineen      | Jean-Marc Richard          | Dmitri Kwartalnow             | Jock Callander              | Steve Tuttle           |
| 1990/91 | 1990/91  | Dominik Hašek           | Dominic Lavoie   | Brian McKee                | David Bruce                   | Nelson Emerson              | Brian Noonan           |
| 1989/90 | 1989/90  | Jimmy Waite             | Brian Glynn      | Bruce Cassidy              | Dave Michayluk                | Michel Mongeau              | Bob Bassen David Bruce |
| 1988/89 | 1988/89  | Rick Knickle            | Randy Boyd       | Rick Lessard Bruce Cassidy | Dave Michayluk                | Jeff Rohlicek               | Jim Vesey              |
| 1987/88 | 1987/88  | Ed Belfour              | Jim Burton       | Phil Bourque               | Dave Michayluk                | John Cullen                 | Ron Handy              |
| 1986/87 | 1986/87  | Darrell May Jeff Cooper | Jim Burton       | Greg Tebbutt               | Steve Salvucci Dave Michayluk | Jock Callander              | Jim Egerton            |
| 1985/86 | 1985/86  | Darrell May             | Jim Burton       | Don Waddell                | Doug Evans                    | Scott MacLeod               | Brent Sapergia         |
| 1984/85 | 1984/85  | Rick Heinz              | Randy Boyd       | Lee Norwood                | Scott Gruhl                   | Scott MacLeod               | Wally Schreiber        |
| 1983/84 | 1983/84  | Darren Jensen           | Vic Morin        | Kevin Willison             | Scott Gruhl                   | Bernard Gallant             | Wally Schreiber        |
| 1982/83 | 1982/83  | Lorne Molleken          | Jim Burton       | Kevin Willison             | Danny Lecours                 | Dale Yakiwchuk              | Dirk Graham            |
| 1981/82 | 1981/82  | Rich Sirois             | Michael Greeder  | Don Waddell                | John Flesch                   | Brent Jarrett               | Gord Brooks            |
| 1980/81 | 1980/81  | Claude Legris           | Larry Goodenough | Brian McDavid              | Pierre Giroux                 | Marcel Comeau               | Barry Scully           |
| 1979/80 | 1979/80  | Larry Lozinski          | Jean Gagnon      | John Gibson                | Denis Houle                   | Tom Ross                    | Al Dumba               |
| 1978/79 | 1978/79  | Gord Laxton             | Jim Bannatyne    | Guido Tenisi               | Rob Laird                     | Terry McDougall             | Al Dumba               |
| 1977/78 | 1977/78  | Murray Bannerman        | Michel Lachance  | Ron Wilson                 | Larry Gould                   | Dan Bonar                   | Dennis Desrosiers      |
| 1976/77 | 1976/77  | Mario Lessard           | Tom Mellor       | Ron Wilson                 | Dave Johnson                  | Paul Evans                  | Mike Wanchuk           |
| 1975/76 | 1975/76  | Don Cutts               | Murray Flegel    | Brian Derkson              | Stan Jonathan                 | Len Fontaine                | Dennis Desrosiers      |
| 1974/75 | 1974/75  | Bob Volpe               | Murray Flegel    | Steve Lyon                 | Doug Manachak                 | Rick Bragnalo               | Mike Powers            |
| 1973/74 | 1973/74  | Bill Hughes             | Yvon Bilodeau    | Steve Lyon                 | Frank DeMarco                 | Peter Mara                  | Peter Gaw              |
| 1972/73 | 1972/73  | Bill McKenzie           | Rod Collins      | Bob McCammon               | Bob Tombari                   | Gary Ford                   | Dennis Desrosiers      |
| 1971/72 | 1971/72  | Glenn Resch             | Rick Pagnutti    | Luc Tessier                | Don Liesemer                  | Gary Ford                   | Len Fontaine           |
| 1970/71 | 1970/71  | Lyle Carter             | Norm Descôteaux  | Bob LePage                 | Hugh Harris                   | Darrel Knibbs               | Duke Asmundson         |
| 1969/70 | 1969/70  | Glenn Ramsay            | John Gravel      | Alain Beaulé               | André Pronovost               | Cliff Pennington            | Don Westbrooke         |
| 1968/69 | 1968/69  | Glenn Ramsay            | Jack Turner      | Alain Beaulé               | Trevor Fahey                  | Bert Fizzell                | Don Westbrooke         |
| 1967/68 | 1967/68  | Glenn Ramsay            | Jack Turner      | Carl Brewer                | John Goodwin                  | Gary Ford                   | Don Westbrooke         |
| 1966/67 | 1966/67  | Glenn Ramsay            | Larry Mavety     | Maurice Benoit             | John Goodwin                  | Len Thornson                | Guy Trottier           |
| 1965/66 | 1965/66  | Bob Sneddon             | Lionel Repka     | Bob Lemieux                | Bill LeCaine                  | Gary Schall                 | Merv Dubchak           |
| 1964/65 | 1964/65  | Chuck Adamson           | Marcel Goyette   | Maurice Benoit             | Joe Kastelic                  | Bobby Rivard                | Pat Ginnell            |
| 1963/64 | 1963/64  | Glenn Ramsay            | Jack Douglas     | Maurice Benoit             | Greg Jablonski                | Len Thornson                | Norm Waslawski         |
| 1962/63 | 1962/63  | Glenn Ramsay            | Gerry Claude     | Maurice Benoit             | Bill LeCaine                  | Ken Saunders                | Eddie Long             |
| 1961/62 | 1961/62  | Glenn Ramsay            | Gerry Claude     | Cy Whiteside               | Ken Yackel                    | Chick Chalmers              | Eddie Long             |
| 1960/61 | 1960/61  | Ray Mikulan             | Gerry Claude     | Cy Whiteside               | Ken Yackel                    | Len Thornson                | Ken Hayden             |
| 1959/60 | 1959/60  | Reno Zanier             | Danny Summers    | Lionel Repka               | Len Ronson                    | Billy Reichart              | Pierre Brillant        |
| 1958/59 | 1958/59  | Donald Rigazio          | Butch MacKay     | Bill Short                 | George Ranieri                | Len Thornson                | Pierre Brillant        |
| 1957/58 | 1957/58  | Glenn Ramsay            | Fiori Goegan     | Lou Marcon                 | Bun Smith                     | Marc Boileau                | Pierre Brillant        |
| 1956/57 | 1956/57  | Glenn Ramsay            | Moe Mantha       | Norval Olsen               | Bun Smith                     | Bill Gould                  | Pierre Brillant        |
| 1955/56 | 1955/56  | Bill Tibbs              | Rollie McLenahan | Bill Short                 | Garry Edmundson               | Max Mekilok                 | Warren Hynes           |
| 1954/55 | 1954/55  | Roy McMeekin            | Rollie McLenahan | Moose Lallo                | Don Hall                      | Phil Goyette                | Gerry Prince           |
| 1953/54 | 1953/54  | Bill Tibbs              | Rollie McLenahan | Gaff Turner                | Arnie Schmautz                | Gordon Vejprava             | Don Hall               |
| 1952/53 | 1952/53  | Bill Tibbs              | Michael Keating  | Julian Sawchuk             | Russ Kowalchuk                | Don Marshall                | Steve Gaber            |
| 1951/52 | 1951/52  | Bill Tibbs              | Al Plouffe       | Julian Sawchuk             | George Parker                 | Julius Swick                | George Drysdale        |
| 1950/51 | 1950/51  | Bill Tibbs              | Harold Johnson   | John Sneddon               | George Parker                 | Hervé Parent                | Jack Kernahan          |
| 1949/50 | 1949/50  | Fred Sparks             | Al Plouffe       | Leo Dodds                  | Stu Cousins                   | Dick Kowcinak               | Ted Garvin             |
| 1948/49 | Northern | Ivan Walmsley           | Harold Johnson   | Jim Ross                   | Hartley McLeod                | Earl Keyes                  | John Taylor            |
| 1948/49 | Southern | Alex Nicholson          | Harold Johnson   | Keith Tolton               | Jim Cunningham                | George Harrison Leo Richard | Sandy Air              |

## Second All-Star Team
| Saison  | Saison   | Torhüter                     | Verteidiger              | Verteidiger             | Linker Flügel              | Center                       | Rechter Flügel                 |
| ------- | -------- | ---------------------------- | ------------------------ | ----------------------- | -------------------------- | ---------------------------- | ------------------------------ |
| 2000/01 | 2000/01  | Mike Fountain                | Andrew Berenzweig        | Travis Richards         | Ville Peltonen             | Brian Bonin                  | Greg Koehler                   |
| 1999/00 | 1999/00  | Jani Hurme                   | Bob Nardella             | Dallas Eakins           | Gilbert Dionne             | Steve Larouche               | Niklas Andersson               |
| 1998/99 | 1998/99  | Andrei Trefilow              | Dan Lambert              | Tom Tilley              | David Hymovitz             | Bill Bowler                  | Chris Marinucci                |
| 1997/98 | 1997/98  | Jeff Reese                   | Gord Dineen              | John Gruden             | Ken Quinney                | Wjatscheslaw Buzajew         | Konstantin Schafranow          |
| 1996/97 | 1996/97  | Jeff Reese                   | Chris Snell              | Viktors Ignatjevs       | Steve Maltais              | Mark Beaufait                | Patrik Augusta                 |
| 1995/96 | 1995/96  | Frédéric Chabot              | Dan Lambert              | Tom Tilley              | Steve Maltais              | Dave Tomlinson               | John Purves                    |
| 1994/95 | 1994/95  | Manny Fernandez              | Dale DeGray              | Stéphane Richer         | Gino Cavallini             | Hubie McDonough              | Rob Brown                      |
| 1993/94 | 1993/94  | Wade Flaherty                | Todd Richards            | Stéphane Richer         | Paul Lawless Derrick Smith | Len Barrie                   | Brian Dobbin                   |
| 1992/93 | 1992/93  | Wade Flaherty                | Dale DeGray              | Kevin Wortman           | Dave Michayluk             | Hubie McDonough              | Jeff Madill                    |
| 1991/92 | 1991/92  | Rick Knickle                 | Dominic Lavoie           | Pat MacLeod             | Dave Michayluk             | Len Hachborn                 | Scott Gruhl                    |
| 1990/91 | 1990/91  | Guy Hebert                   | Ryan McGill Jack Capuano | Rob Robinson Tom Tilley | Lonnie Loach               | Marc Bureau Michel Mongeau   | Rich Chernomaz                 |
| 1989/90 | 1989/90  | Jarmo Myllys                 | Jim Agnew                | Dean Kolstad            | Tim Sweeney                | Marc Bureau                  | Peter Lappin Brian Noonan      |
| 1988/89 | 1988/89  | Steve Guenette               | Craig Channell           | Todd Charlesworth       | Paul Ranheim               | Simon Wheeldon               | Mark Recchi                    |
| 1987/88 | 1987/88  | Steve Guenette               | Jim Leavins              | Don Waddell             | Jeff Pyle                  | Simon Wheeldon               | Rich Chernomaz                 |
| 1986/87 | 1986/87  | Ray LeBlanc Darren Pang      | Jayson Meyer             | Bill Schafhauser        | Jeff Pyle                  | Ron Handy                    | Todd Hooey                     |
| 1985/86 | 1985/86  | Michel Dufour Rick St. Croix | Tony Curtale             | Daniel Naud             | Scott Gruhl                | Bill Terry                   | Wally Schreiber                |
| 1984/85 | 1984/85  | Georges Gagnon               | Greg Tebbutt             | Brian Tutt              | Dave Michayluk             | Gilles Thibaudeau            | Perry Ganchar Brent Sapergia   |
| 1983/84 | 1983/84  | Rick Knickle                 | Michael Greeder          | Brian Tutt              | Robert Motz                | Rob Davies                   | Christian Tanguay Ian MacInnis |
| 1982/83 | 1982/83  | Rich Sirois                  | Steve Harrison           | Mike Shea               | Paul Fenton                | Claude Noël                  | Jim Egerton                    |
| 1981/82 | 1981/82  | Georges Gagnon               | Bruce McKay              | Jim Jackson             | Jean-Pierre Dubois         | Fred Berry                   | Barry Scully                   |
| 1980/81 | 1980/81  | Robbie Irons                 | Rob Gladney              | Mark Mullen             | Jim Maladrewicz            | Rob Plumb                    | Dirk Graham                    |
| 1979/80 | 1979/80  | Bob Janecyk                  | Rick Hendricks           | Brian McDavid           | Scott Gruhl                | Claude St. Sauveur           | Barry Scully                   |
| 1978/79 | 1978/79  | Rick Heinz                   | Steve Harrison           | Paul Clarke             | John Flesch                | Wes Jarvis                   | Tom Milani                     |
| 1977/78 | 1977/78  | Richard Sévigny              | Greg Hotham              | Jim Bannatyne           | Yves Preston               | Marcel Comeau                | Tom Milani                     |
| 1976/77 | 1976/77  | Terry Richardson             | John Gravel              | Larry Bolonchuk         | Larry Gould                | Mike Clarke                  | Dennis Desrosiers              |
| 1975/76 | 1975/76  | Jim Pettie                   | John Gravel              | Ron Wilson              | Stu Irving                 | Kirk Bowman                  | Mike Wanchuk                   |
| 1974/75 | 1974/75  | Dave Hainsworth Mike Ralph   | Yvon Bilodeau            | Larry Klewchuk          | Bob Tombari                | Gary Ford                    | Moe Brunel Steve Self          |
| 1973/74 | 1973/74  | Ray Martyniuk                | John Gravel              | Dave Simpson            | Dave Cressman              | Marty Reynolds               | Marcel Comeau                  |
| 1972/73 | 1972/73  | Glenn Ramsay                 | Lynn Margarit            | Lorne Weighill          | Bill LeCaine               | Gerry Mazur                  | Peter Gaw                      |
| 1971/72 | 1971/72  | Paul Hoganson                | Dan Sharpe               | Lorne Weighill          | Larry Billows              | Jim Paterson                 | Bryan McLay                    |
| 1970/71 | 1970/71  | Bob Perani                   | John Gravel              | Lorne Weighill          | Steve Sutherland           | Barry Merrell                | Len Fontaine                   |
| 1969/70 | 1969/70  | Bob Perani                   | Jack Turner              | Bob McLeod              | Serge Boudreault           | Bert Fizzell                 | Bernie Blanchette              |
| 1968/69 | 1968/69  | Jim Shaw                     | Guy James                | Lou Kazowski            | Geoff Powis                | Stan Maxwell Jim Sanko       | Doug Volmar                    |
| 1967/68 | 1967/68  | Bob Perani                   | Alain Beaulé             | Jean-Guy Lagacé         | Joe Kastelic               | Len Thornson                 | Randy Prior                    |
| 1966/67 | 1966/67  | Russ Gillow                  | Joe Kiss                 | Lou Kazowski            | Bill LeCaine               | Chick Chalmers               | Frank St. Marseille            |
| 1965/66 | 1965/66  | Gerry Randall                | Larry Mavety             | Roland Campeau          | René Drolet                | Bob Rivard                   | Guy Trottier                   |
| 1964/65 | 1964/65  | Norm Jacques                 | Lionel Repka             | Guy James               | Bill LeCaine               | Lloyd Maxfield               | Guy Trottier                   |
| 1963/64 | 1963/64  | Al Bennett                   | Bill Mitchell            | Nelson Bulloch          | Mauril Morissette          | Lloyd Maxfield               | Bobby Brown                    |
| 1962/63 | 1962/63  | Chuck Adamson                | Cy Whiteside             | Marcel Goyette          | Ken Yackel                 | Len Thornson                 | Moe Bartoli                    |
| 1961/62 | 1961/62  | Ray Mikulan                  | Maurice Benoit           | Ted Hodgson Moose Lallo | Greg Jablonski             | Len Thornson                 | Ken Hayden                     |
| 1960/61 | 1960/61  | Jacques Marcotte             | Mickey Keating           | Dave Rimstad            | Roger Maisonneuve          | Chick Chalmers               | Pierre Brillant                |
| 1959/60 | 1959/60  | Glenn Ramsay                 | Fiori Goegan             | Connie Madigan          | Chick Chalmers             | Aggie Kukulowicz             | Fred Brown                     |
| 1958/59 | 1958/59  | Cliff Hicks                  | Lloyd McKey              | Orrin Gould             | Len Ronson                 | Brian Kilrea                 | Andy Milne Norm Waslawski      |
| 1957/58 | 1957/58  | Cliff Hicks                  | Orrin Gould              | Butch MacKay            | Gary Sharp                 | Bill Sutherland Len Thornson | Warren Hynes                   |
| 1956/57 | 1956/57  | Cliff Hicks                  | Lou Marcon               | Butch MacKay            | Garry Edmundson            | Art Stone                    | Eddie Long                     |
| 1955/56 | 1955/56  | Jacques Marcotte             | Lou Dietrich             | Norval Olsen            | Bun Smith                  | Pete Wywrot                  | Steve Gaber Joe Kastelic       |
| 1954/55 | 1954/55  | Bill Tibbs                   | Doug McCaig              | Jack McCarthy           | Rick Hogg                  | John Horvath                 | Denis Boucher                  |
| 1953/54 | 1953/54  | Charlie Hodge                | Ehrhardt Heller          | Michael Keating         | Ken Schultz                | Billy Watson                 | Robert Rawlyk                  |
| 1952/53 | 1952/53  | Claude Evans                 | Tom Goodfellow           | Doug McCaig             | George Parker              | Julius Swick                 | Ed Bruneteau                   |
| 1951/52 | 1951/52  | nicht ausgezeichnet          | nicht ausgezeichnet      | nicht ausgezeichnet     | nicht ausgezeichnet        | nicht ausgezeichnet          | nicht ausgezeichnet            |
| 1950/51 | 1950/51  | Ivan Walmsley                | Jack Bownass             | Norm Grinke             | Carl Liscombe              | Barney O’Connell             | George Burcham                 |
| 1949/50 | 1949/50  | Monty Reynolds               | John Drury               | Jeff Hillier            | Pat Cooney                 | Eddie Joss                   | Al Renfrew                     |
| 1948/49 | Northern | Ken Johnson                  | Jim Baudino              | Walt Renaud             | Bill McDonagh              | Dick Kowcinak                | Jack Kernahan                  |
| 1948/49 | Southern | Phil Charron Bob Rothbethge  | Fred Ferens              | John McGrath            | Hervé Parent               | George Boothman              | Roly Duranceau                 |